# Circle of Life
Circle of Life (на български: Кръгоовратът на живота) е песен от анимационния филм на Дисни Цар лъв от 1994 г. Композирана от Елтън Джон, с текст от Тим Райс, песента е изпълнена от Кармен Туили (водещия женски вокал) и Лебо М (начални вокали на зулуски). като начална песен на филма. Елтън Джон изпява поп версия (с алтернативен текст) на песента с Лондонския Госпел хор, която е включена в саундтрака на филма, като е заснет и музикален клип.
Circle of Life е номинирана от Академията в категорията Най-добра оригинална песен от филм през 1994 г. заедно с други песни от филма Hakuna Matata и Can You Feel the Love Tonight, като последната печели наградата. Песента достига номер 11 в Обединеното кралство и № 18 в САЩ и често се представя в атракции, базирани на Цар лъв, като тематични паркове и паради на Дисни. Майкъл Крауфорд я изпълнява като част от компилацията „Дисни“ през 2001 година.
Песента е включена и в римейка на оригиналния филм, като новата версия е изпълнена от Линдиуе Мкизе, актрисата, която изпълнява ролята на Рафики в театралната адаптация на филма в периода 2005 - 2018 г. Новата версия запазва и оригиналния вокал на зулуски от Лебо М. от филма от 1994 година.

## Оригинална версия
Песента започва с фразата на Лебо М. Nants ingonyama bagithi Baba Sithi uhm ingonyama (Тук идва лъв, баща ми, да, той е лъв), последван от хор от африкански гласове, които произнасят фразата Ingonyama nengw' enamabala (Лъв и леопард пристигат на това открито място) По време на песента, животните се отправят към Лъвската скала, където Симба, синът на цар Муфаса и царица Сараби, ще бъде представен от стария бабуин Рафики. Животните празнуват и след това се покланят, отдавайки почит на бъдещия цар. В последните акорди на песента се появява заглавието на филма. Припевът се повтаря и в края на филма.

## Международни версии
Когато филмът е пуснат за първи път през 1994 г., получава 28 версии в целия свят, включително специална версия на зулуски, създадена в Южна Африка. Дублираната версия на зулулски е не само единствената на Дисни, но и единствената правена на африкански език, различен от арабския. През годините броят на официалните версии се е увеличил до 45, включително няколко презаписвания на вече съществуващи арабски и полски версии, където песента е била повторно дублирана, но не и останалата част от филма, някои от тях са добавени от местни телевизии и студия на местни езици: арабски, арменски, австрийски немски, кримскотатарски, кабардински и ногайски.

### Българска версия
Българската версия на песента във филма е озаглавена Свят и вечен закон и се изпълнява от Стефка Оникян.